# Daorson
Daorson (griego antiguo: Δαορσών) fue la capital de la tribu iliria de los daorsi (griego antiguo: Δαόριζοι, Δαούρσιοι; latín: Daorsei). Los daorsi vivieron en el valle del río Neretva entre el 300 y el 50 a. C. Entraron muy pronto en contacto con los comerciantes griegos adquiriendo muchas facies de la civilización griega, y el pueblo adquirió cierto grado de helenización. Las ruinas de Daorson se encuentran en Ošanjići, cerca de Stolac, Bosnia y Herzegovina,

## Historia

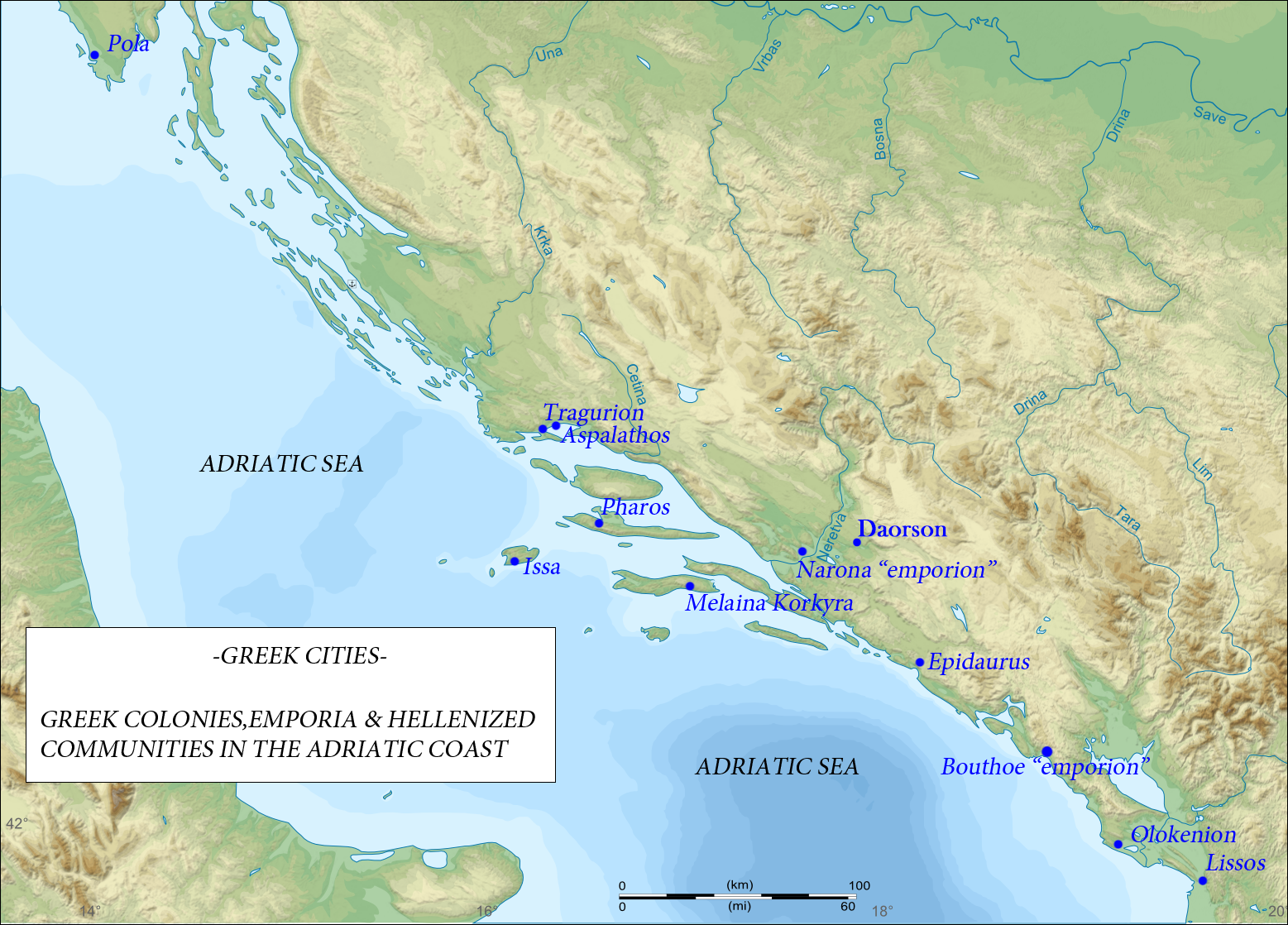
Mapa que representa la región del mar Adriático en la época prerromana.

Daorson se construyó alrededor de una fortaleza central o acrópolis, rodeada de  muros ciclópeas hechos de enormes bloques de piedras, —similares a los de Micenas, en Grecia—. La acrópolis habría albergado todos los importantes edificios administrativos, públicos y religiosos. El muro defensivo que se extiende de suroeste a noreste tenía 65 metros de largo, 4,2 metros de ancho y de 4,5 a 7,5 metros de alto con puertas y torres a ambos lados. Los daorsi usaban el idioma y el alfabeto griegos y mantenían relaciones comerciales con los griegos.
Se han encontrado restos de numerosas ánforas de vino, incluidos algunos fragmentos de cerámica. El más valioso de los hallazgos es un casco de bronce decorado con una serie de figuras mitológicas griegas, entre las que se encuentran Afrodita, Nike, Dioniso, Musa, Pegaso. La inscripción que lleva es similar a la de un casco encontrado en Macedonia del Norte. También se han encontrado los restos de una escultura de granito de Cadmo y Harmonía. Esta pieza incluye un relieve ilirio con trece serpientes y cinco pares de alas de águila. Un pequeño edificio albergaba una ceca. En este edificio se descubrieron 39 monedas diferentes, la mayoría (29), representaban al rey Ballaios, que gobernó después del año 168 a. C. Nueve de las monedas recuperadas tenían una inscripción griega con la imagen de un barco. El dinero tenía una gran importancia para los daorsi, ya que permitía a la tribu seguir siendo independiente y asegurar sus vínculos comerciales, culturales y de negocios con otros grupos.
Después de que los daorsi fueran atacados por la tribu de los delmatae, se unieron a Vis, para buscar la protección del estado romano. Los daorsi abandonaron a Caravantius y lucharon del lado de los romanos, contribuyendo con su fuerte armada. Tras las guerras ilíricas, los romanos concedieron a los daorsi inmunidad.

## Descripción del sitio

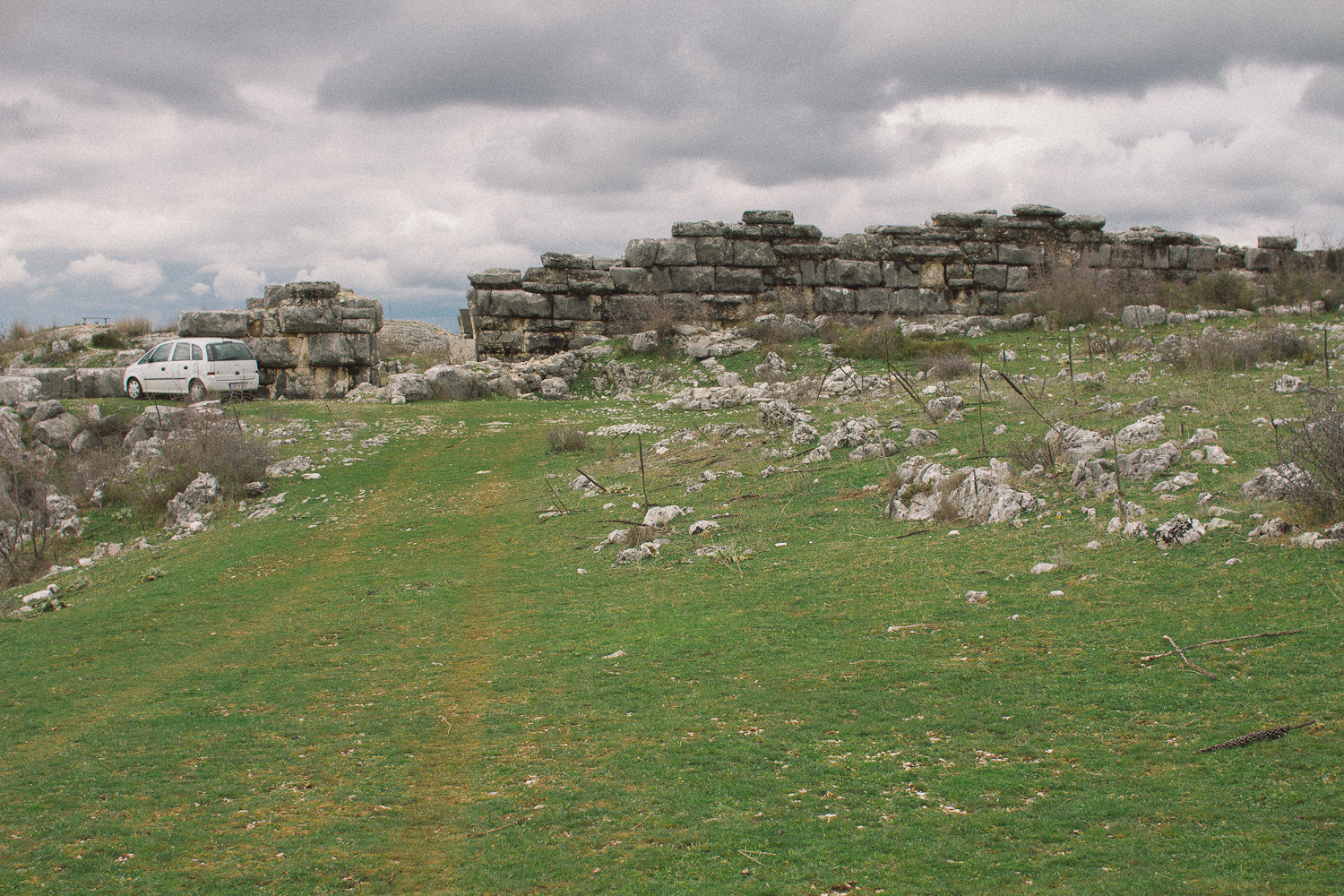
Restos de los muros exteriores de Daorson, vistos en 2013.

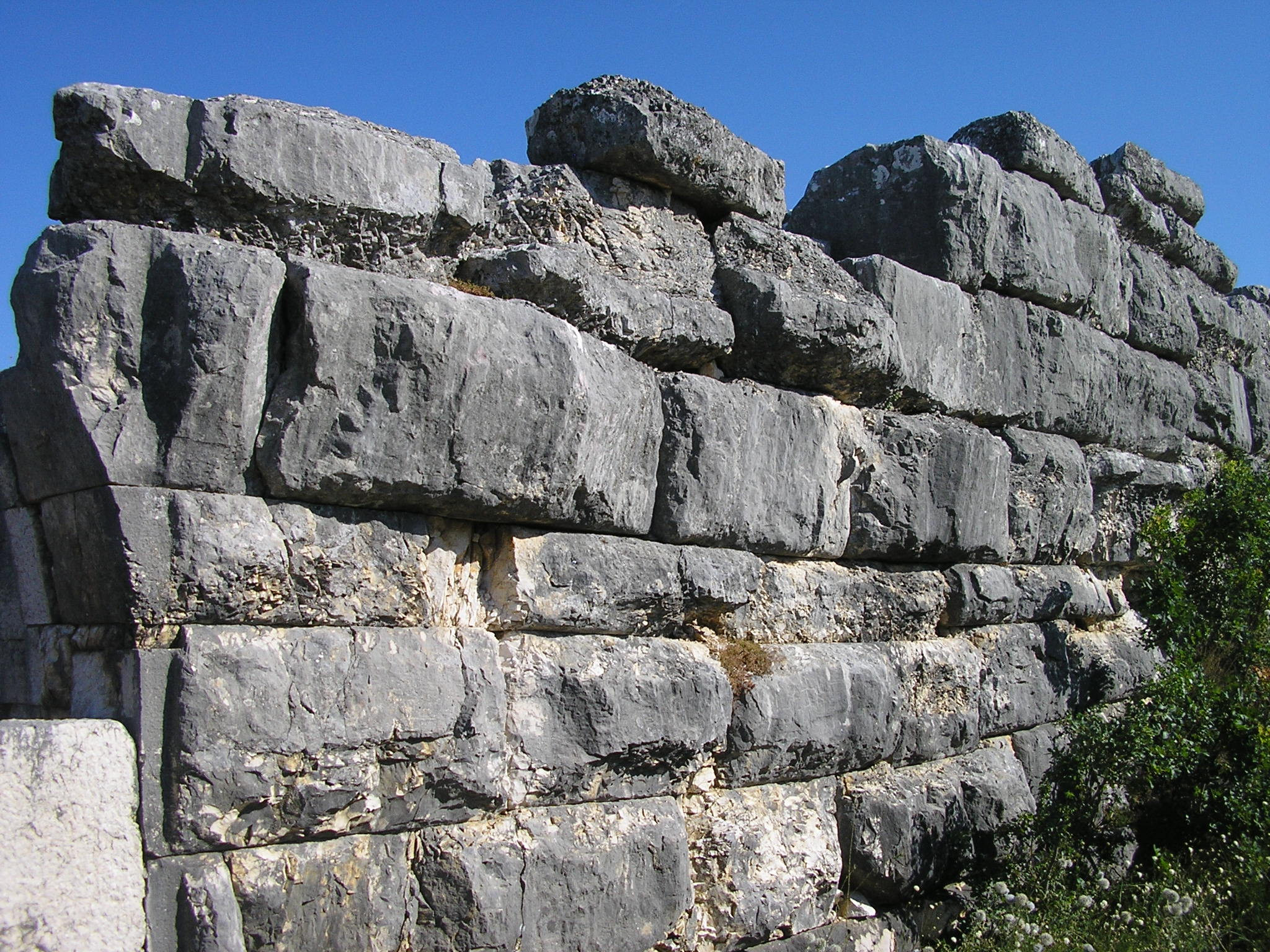
Detalle de los bloques de piedra de los muros.

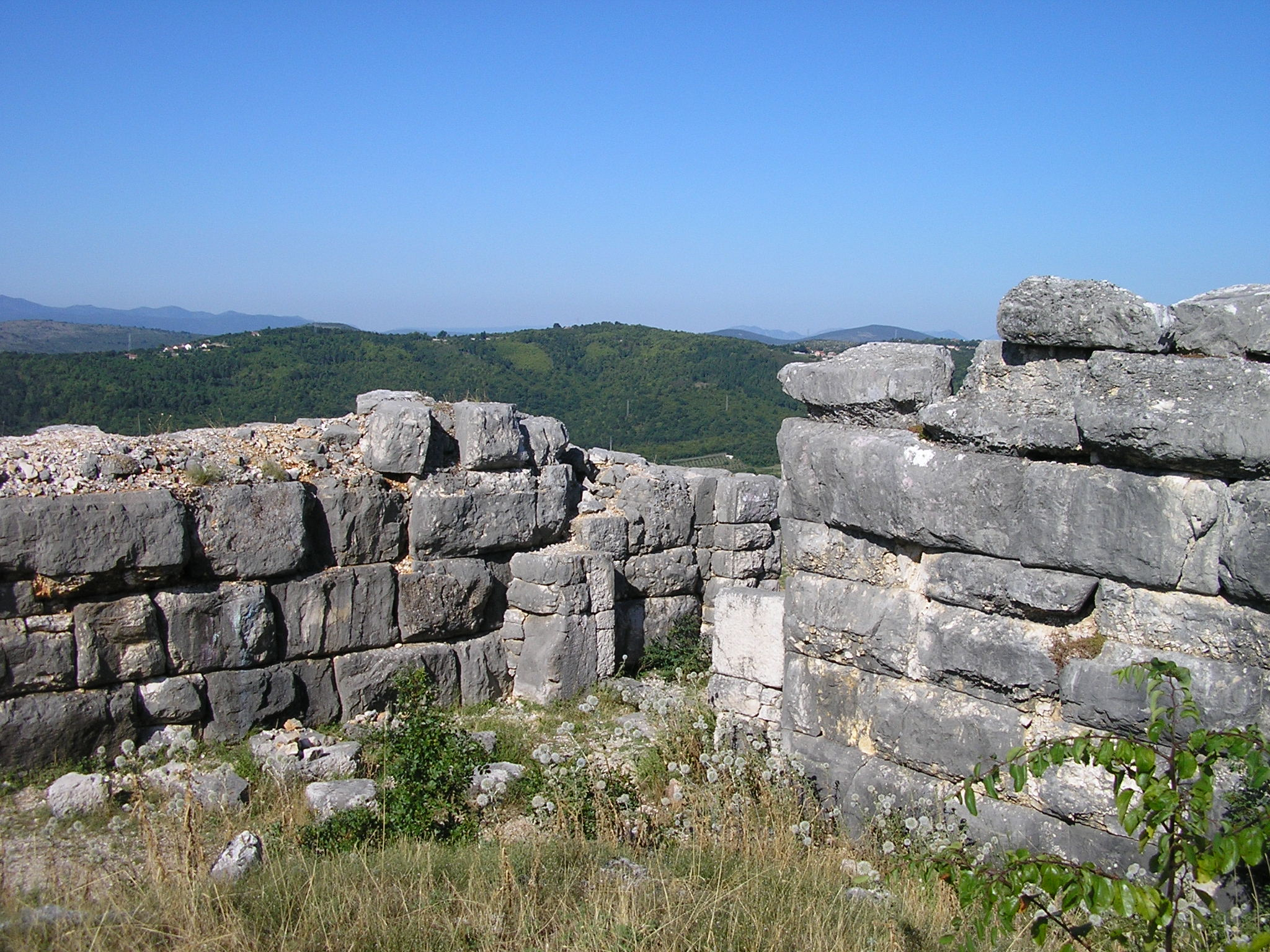
Restos de los muros megalíticos de Daorson.

Ošanjići consta de tres grupos de piedras enlazadas entre sí, cuya disposición viene dictada por el emplazamiento del terreno.
La zona central está ocupada por un  castro/fortaleza o acrópolis dominante en la parte inferior y al sur y suroeste de los cuales hay terrazas en la cresta, mientras que al este, en la meseta de Banje, se encuentra la zona de la acrópolis exterior de los barrios residenciales y comerciales, principalmente artesanales del asentamiento.
El castro se construyó sobre un asentamiento fortificado prehistórico que existía allí desde principios (siglo XVII/XVI a. C.) hasta finales de la Edad de Bronce tardía (siglo IX/VIII a. C.). La fecha del saqueo de la ciudad de Daorson, que puso fin a los asentamientos humanos, puede determinarse con bastante exactitud como la mitad o la segunda mitad del siglo I a. C. a partir de los detalles de las guerras emprendidas por el pretor romano Publio Vatinio contra los delmatae. En las ruinas de la ciudad de Daors nunca se produjo un asentamiento permanente. Hay numerosas pruebas de su avanzada cultura y civilización: acuñaba sus propias monedas y producía complejas hebillas artísticamente decoradas, hay grafitos en fragmentos de vasijas de cerámica y se han encontrado partes de estatuas de piedra de figuras humanas de unos 2 m de altura.
Una muralla megalítica, erigida siguiendo el trazado del terreno, se ha fechado en el siglo IV a. C., momento en el que probablemente se construyeron las dos torres tras la construcción de la muralla. El resto de la acrópolis es posterior, hasta el siglo I a. C.. Uno de los hallazgos más importantes es un casco con la inscripción griega ΠΙИ, probablemente el nombre ilirio abreviado del propietario PINNES; siendo probable su fabricación en el siglo III a. C.

## Protección
Bosnia y Herzegovina, e incluyendo la cercana Necrópolis de Radimlja, y otros sitios individuales fuera del perímetro de la ciudad de Stolac, es designado como el conjunto natural y arquitectónico de Stolac y propuesto para su inscripción en la lista del Patrimonio de la Humanidad de la UNESCO. La propuesta de inscripción se encuentra actualmente en la | lista provisional indicativa del Patrimonio de la Unesco.